# Bricqueville-la-Blouette
Bricqueville-la-Blouette és un municipi francès situat al departament de la Manche i a la regió de Normandia. L'any 2007 tenia 528 habitants.

## Demografia

### Població
El 2007 la població de fet de Bricqueville-la-Blouette era de 528 persones. Hi havia 208 famílies de les quals 52 eren unipersonals (24 homes vivint sols i 28 dones vivint soles), 76 parelles sense fills, 60 parelles amb fills i 20 famílies monoparentals amb fills.
La població ha evolucionat segons el següent gràfic:
Habitants censats

### Habitatges
El 2007 hi havia 250 habitatges, 219 eren l'habitatge principal de la família, 22 eren segones residències i 9 estaven desocupats. 243 eren cases i 4 eren apartaments. Dels 219 habitatges principals, 174 estaven ocupats pels seus propietaris, 41 estaven llogats i ocupats pels llogaters i 4 estaven cedits a títol gratuït; 8 tenien dues cambres, 23 en tenien tres, 55 en tenien quatre i 133 en tenien cinc o més. 191 habitatges disposaven pel capbaix d'una plaça de pàrquing. A 92 habitatges hi havia un automòbil i a 115 n'hi havia dos o més.

### Piràmide de població
La piràmide de població per edats i sexe el 2009 era:
| Homes | Edats   | Dones |
| ----- | ------- | ----- |
| 0     | 95 o +  | 0     |
| 0     | 90 a 94 | 4     |
| 0     | 85 a 89 | 4     |
| 0     | 80 a 84 | 0     |
| 0     | 75 a 79 | 8     |
| 4     | 70 a 74 | 4     |
| 28    | 65 a 69 | 24    |
| 4     | 60 a 64 | 32    |
| 16    | 55 a 59 | 12    |
| 20    | 50 a 54 | 16    |
| 36    | 45 a 49 | 20    |
| 20    | 40 a 44 | 28    |
| 20    | 35 a 39 | 20    |
| 8     | 30 a 34 | 16    |
| 8     | 25 a 29 | 8     |
| 12    | 20 a 24 | 16    |
| 28    | 15 a 19 | 44    |
| 20    | 10 a 14 | 28    |
| 24    | 5 a 9   | 24    |
| 8     | 0 a 4   | 4     |

## Economia
El 2007 la població en edat de treballar era de 340 persones, 237 eren actives i 103 eren inactives. De les 237 persones actives 218 estaven ocupades (115 homes i 103 dones) i 19 estaven aturades (9 homes i 10 dones). De les 103 persones inactives 46 estaven jubilades, 31 estaven estudiant i 26 estaven classificades com a «altres inactius».

### Ingressos
El 2009 a Bricqueville-la-Blouette hi havia 235 unitats fiscals que integraven 589,5 persones, la mediana anual d'ingressos fiscals per persona era de 19.587 €.

### Activitats econòmiques
Dels 15 establiments que hi havia el 2007, 3 eren d'empreses de construcció, 4 d'empreses de comerç i reparació d'automòbils, 1 d'una empresa d'informació i comunicació, 6 d'empreses de serveis i 1 d'una entitat de l'administració pública.
Dels 3 establiments de servei als particulars que hi havia el 2009, 1 era una fusteria i 2 lampisteries.
L'any 2000 a Bricqueville-la-Blouette hi havia 10 explotacions agrícoles que ocupaven un total de 204 hectàrees.

## Equipaments sanitaris i escolars
El 2009 hi havia una escola elemental integrada dins d'un grup escolar amb les comunes properes formant una escola dispersa.

## Poblacions més properes
El següent diagrama mostra les poblacions més properes.